# 霊的ボリシェヴィキ
霊的ボリシェヴィキ（れいてきボリシェヴィキ）は、2018年公開の日本のホラー映画。
2018年2月10日公開、72分、ビスタサイズ、カラー。 

## 概要
『女優霊』や『リング』シリーズ、『発狂する唇』など多くのホラー映画で脚本を担当した高橋洋が監督・脚本を務めたオカルト映画。
タイトルでもある「霊的ボリシェヴィキ」とは、1970年代に武田崇元によって提言されたオカルト概念のひとつ。高橋はこの言葉に強く惹かれ、これをタイトルにした映画を製作することを決めたという。
自主配給、宣伝、海外映画祭エントリーのための活動資金をクラウドファンディングで募集したところ、目標金額100万円のところ164人から256万111円が集まった。

## ストーリー
壁にレーニンとスターリンの写真が飾られ、複数の集音マイクが設置された施設に7人の男女が集められた。
彼らの共通点は「人の死に立ち合ったことがある」こと。そこで行われるのは「あの世を呼び出すための実験」と称した心霊実験であった。
アナログの録音テープが回り始め、一人ずつ自分の恐怖体験を語り始める。ゲスト達が次々に体験を披露するにつれ、施設内に次々に不可思議な現象が起こり始める。

## キャスト
- 韓英恵 - 橘由紀子
- 巴山祐樹 - 安藤（由紀子の婚約者）
- 長宗我部陽子 - 宮路澄江（霊媒師）
- 高木公佑 - 浅野（実験の主宰者）
- 近藤笑菜 - 片岡（浅野の助手）
- 伊藤洋三郎 - 三田（最初の語り手）
- 南谷朝子 - 長尾（二番目の語り手）
- 河野知美 - 由紀子の母
- 本間菜穂 - 少女時代の由紀子

## スタッフ
- 監督：高橋洋
- 脚本：高橋洋
- 撮影：山田達也
- 照明：玉川直人
- 録音：臼井勝
- 音楽：長蔦寛幸
- 製作：映画美学校
- 配給：『霊的ボリシェヴィキ』宣伝部、プレイタイム